# Dasia haliana
Dasia haliana là một loài thằn lằn trong họ Scincidae. Loài này được Haly & Nevill mô tả khoa học đầu tiên năm 1887.